# 立直
立直（リーチ）是日本麻将中宣言聽牌的行為，也指随着这个宣言而成立的役種。在宣言立直的时候，要付出一根一千点的点棒，这根點棒叫做立直棒。宣言之后，无法改变手牌，但是多了一番，所以赢的时候得到的点数更高。另外，也获得了一发與裡寶牌的机会。

## 条件
- 听牌。
- 門前清，即没有吃(上)、碰、明杠。
- 立直时最少要有1000点。惟負點續行規則下容許在少於1000點，甚至負點情況下繼續立直
- 部分規則中規定牌山中剩下的可以摸的牌最少要有4枚，即立直以后最少要有一次自摸的机会。[1]不过，即使因为别家碰牌而失去了自摸的机会，也不会有惩罚。

## 方法
1. 在打牌前，清楚地发出立直的宣言。[註 1]
2. 把牌打到桌上，这张牌要横着放。
3. 把立直棒（千點棒）放到桌上。

做完以上三步，立直就成立了。如果立直时打出的牌被别人吃（上）、碰或明杠，需要把下一次打出的牌横向摆放。另外，如果别家利用立直时打出的牌和牌，立直就不成立，不用支付立直棒。

## 例子
（例）
听，不过如果不立直的话就没有役，根据一般的日本麻将的规则，没有役不能和牌，所以不能赢别家打出的牌，只能自摸（因为能得到门清自摸的一翻）。如果立直的话，因为有立直的一翻，所以可以利用别家打出的牌和牌。如果是立直并且自摸和牌的话，最少也有两翻。不过立直之后，不能改变手牌。比如在以上的例子中，如果能摸到或者的话，一盃口成立。如果摸到，役牌成立，如果能摸到，听的牌的种类就增加为这三种。因为立直之后，就放弃了做出这些有益的改变的机会，所以需要考虑立直的时机。

## 限制
在宣言立直之后，玩家受到以下的限制。
- 不能选择打出的牌。也就是说，要么和了，要么就把摸到的那张牌打出去。
- 如果别的玩家打出和了牌，或者自己摸到了和了牌而没有宣布和了，就变成振听的状态。
- 如果没有人和牌而流局，需要把手牌展示给别的玩家。如果实际没有听牌而错误的立直，可能会因犯规受到惩罚。
- 不能吃（上）、碰、明杠。可以暗槓（必须是自己摸来的牌子），但如果所暗杠的牌可以重组成顺子（包括听的牌）则不能暗杠。
- 1000点立直棒只有和牌者才能收掉，换句话说就是流局的话没有玩家会得到桌上的立直棒（终局且庄家为第一名时除外）。

### 立直后的暗杠不成立的例子
（例）
聽，此例中不允許暗杠或，原因是该牌型可以理解成++++（两面听）或者也可以理解成为++++（两面听）。而暗杠是允許的。
（例）
听的断幺九·平和。该牌型可以理解成++++（两面听），所以不能暗杠。
（例）
和上个例子相同，听。不能暗杠。原因是可以理解成++++（两面听）。
（例）
容易看出是的双碰听牌，但也包含的边张听牌，即可以把此牌型理解成++++（边张听）的暗槓不会影响该牌型重组成顺子，所以是允许的。
（例）
这手牌既可以理解成断幺·三暗刻，也能理解成断幺·平和·一盃口，也可理解四暗刻單騎。不能暗杠中的任何一个。原因是该牌型可以理解成++++（两面听）。
这些不被允许的暗杠，在和了或者流局以后需要展示手牌的时候可能被对手发觉而变成犯规。不过如果别的玩家和了，不用展示手牌，就没有关系。

## 优点
主要是增大获胜时赢得的点数。
- 只需宣言立直就能得到1番。在不到满贯的情况下，多1番就是点数翻倍。
- 即使没有别的役，也可以和牌。
- 在立直之后一轮内和牌，还能得到一发的1番
- 在有人立直的情况下，宝牌表示牌的下边的牌变成里宝牌的表示牌，而槓宝牌表示牌下面的牌也会变成杠里表牌表示牌。可能因为里宝牌和杠里宝牌而得到更多的点数。不过，在和了之前无法知道里宝牌是什么，所以偶然性很大。
- 因为别家知道了你已经听牌，在他打牌时，可能考虑到这一点而放弃自己和牌的机会而打出安全牌。这样减少别家和了的机会。
- 若是電腦遊戲，在玩家立直之后，電腦可自動替玩家打出不能和的牌，直至能和的牌出現。

## 缺点
- 因为宣言听牌，对手在打牌时会更加慎重，减少了荣和的机会。
- 因为不能选择打出的牌，所以即使是危险牌也要打出，增加了点炮的机会。
- 立直棒只有在自己和了时才能回收，而这1000点可能影响最后的排名。
- 不可以暗槓

## 脚注
1. ↑  日文中发音是。

## 外部連結
- 日本麻將規則9.1 （页面存档备份，存于）